# Gymnangium longirostre
Gymnangium longirostre is een hydroïdpoliep uit de familie Aglaopheniidae. De poliep komt uit het geslacht Gymnangium. Gymnangium longirostre werd in 1872 voor het eerst wetenschappelijk beschreven door Kirchenpauer. 